# Црква Успења Пресвете Богородице у Доњој Врежини
Црква Успења Пресвете Богородице се налази у Доњој Врежини, у градској општини Пантелеј. Посвећена је Успењу Пресвете Богородице које се слави 28. августа.

## Изградња
Године 1907. откривени су темељи старе цркве када се једном мештанину Доње Врежине у сну указала локација цркве. Пронађени су и икона Пресвете Богородице, дрвени крст и кандило. Изградња цркве на тој локацији трајала је од 1907. до 1926. године. Грађена је прилозима мештана уз благослов нишког владике Димитрија. Освећена је на Малу Госпојину 1926. године од стране тадашњег нишког владике Доситеја Васића. Обнова цркве отпочела је 2003. године.

## Чесма
Чесма цркве Свете Богородице налази се преко пута цркве и подигнута је 1914. године за време владавине краља Петара I Карађорђевића прилозима мештана Доње Врежине. Саградио је мајстор Тодор Ивковић из Пасјаче.